# Papiro 105

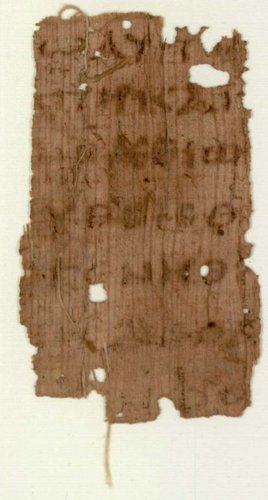
Papiro 105.

El Papiro 105 (en la numeración Gregory-Aland) designado como {\displaystyle {\mathfrak {P}}}105, es una copia antigua de una parte del Nuevo Testamento en griego. Es un manuscrito en papiro del Evangelio de Mateo y contiene la parte de Mateo 27:62-64; 28:2-5. Ha sido asignado paleográficamente a los siglos V y VI.
El texto griego de este códice es probablemente un representante del Tipo textual alejandrino, también conocido neutral o egipcio. Aún no ha sido relacionado con una Categoría de los manuscritos del Nuevo Testamento.
Este documento se encuentra en la biblioteca Sackler de la Universidad de Oxford (Papyrology Rooms, P. Oxy. 4406), en Oxford.

### Lectura recomendada
- J. David Thomas, The Oxyrhynchus Papyri LXIV (London: 1997), pp. 12–13.